# Protikuřácký zákon

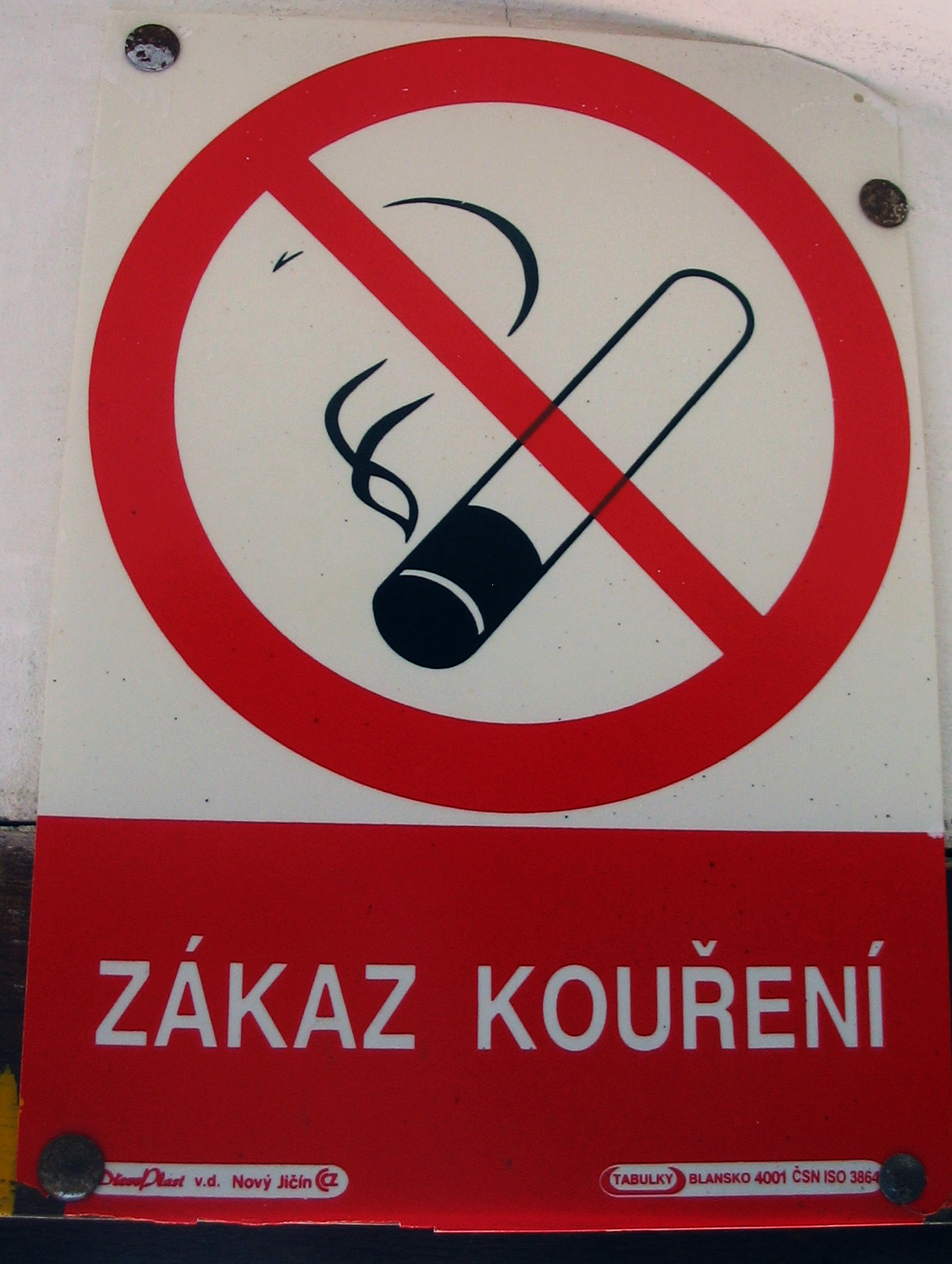
Zákaz kouření

Zákon o ochraně zdraví před škodlivými účinky návykových látek (někdy také protikuřácký zákon) je zákon č. 65/2017 Sb., který upravuje opatření k ochraně před škodami působenými užíváním návykových látek a působnost správních úřadů a územních samosprávných celků při přijímání a provádění opatření podle tohoto zákona. Účinný je od 31. května 2017. Nahradil předchozí zákon č. 379/2005 Sb., o opatřeních k ochraně před škodami působenými tabákovými výrobky, alkoholem a jinými návykovými látkami a o změně souvisejících zákonů.

## Vymezení pojmů
Pro účely tohoto zákona se rozumí
a) návykovou látkou alkohol, tabák, omamné a psychotropní látky a jiné látky s psychoaktivními účinky, jejichž užívání může vést nebo se podílet na vzniku a rozvoji duševních poruch a poruch chování,
b) tabákovým výrobkem výrobek, který může být užíván a obsahuje, byť částečně, tabák, ať už geneticky upravený nebo neupravený,
c) kuřáckou pomůckou pomůcka určená či obvykle používaná ke kouření, vdechování, šňupání, sání nebo žvýkání tabáku nebo kouření bylinných výrobků určených ke kouření, s výjimkou zápalek, zapalovače, popelníku a pomůcky plnící převážně funkci uměleckého předmětu nebo funkci dekorační,
d) bylinným výrobkem určeným ke kouření výrobek, jehož základem jsou rostliny, byliny nebo ovoce, a který neobsahuje žádný tabák, může se užívat prostřednictvím inhalace ústy nebo nosem a jeho užívání zahrnuje jeho postupné spalování,
e) elektronickou cigaretou výrobek, který lze použít pro užívání výparů obsahujících nikotin nebo jiných výparů prostřednictvím náustku, nebo jakákoliv součást tohoto výrobku, včetně náhradní náplně, zásobníku, nádržky i zařízení bez nádržky nebo zásobníku; elektronické cigarety mohou být jednorázové, opětovně naplnitelné pomocí náhradní náplně nebo nádržky nebo opakovaně použitelné pomocí jednorázových zásobníků,
f) alkoholickým nápojem nápoj obsahující více než 0,5 % objemových ethanolu,
g) prodejnou provozovna určená podle stavebního zákona k prodeji zboží nebo poskytování služeb,
h) stánkem prostor ohraničený pevnou nebo přenosnou konstrukcí, pult nebo stolek, kde je prodáváno zboží nebo jsou poskytovány služby,
i) provozovnou stravovacích služeb prostor potravinářského podniku, v němž je provozována stravovací služba zahrnující podávání pokrmů určených k přímé spotřebě v této provozovně,
j) vnitřním prostorem vnitřní prostor stavby podle § 2 odst. 3 stavebního zákona, s výjimkou dočasných staveb,
k) přeshraničním prodejem na dálku prodej spotřebiteli prostřednictvím prostředku komunikace na dálku, při němž se spotřebitel v okamžiku objednání výrobku nachází v členském státě Evropské unie nebo ve smluvním státě Dohody o Evropském hospodářském prostoru a sídlo, ústřední správa nebo místo podnikatelské činnosti provozovatele je v jiném členském státě Evropské unie, nebo smluvním státě Dohody o Evropském hospodářském prostoru nebo ve třetí zemi,
l) dovozem dovoz zboží na daňové území Evropské unie podle zákona upravujícího spotřební daně, pokud toto zboží není při vstupu na daňové území Evropské unie propuštěno do režimu s podmíněným osvobozením od cla, a propuštění zboží z režimu s podmíněným osvobozením od cla,
m) orientačním vyšetřením dechová zkouška nebo vyšetření slin nebo stěru z kůže nebo sliznic, včetně jejich odběru, za účelem zjištění obsahu alkoholu nebo jiné návykové látky v těle; orientačním vyšetřením se rozumí též vyšetření moči příslušníkem nebo občanským zaměstnancem Vězeňské služby České republiky (dále jen "Vězeňská služba"),
n) odborným lékařským vyšetřením cílené klinické vyšetření lékařem, včetně odběru biologického materiálu,
o) odběrem biologického materiálu odběr vzorku žilní krve, moči, slin, vlasů nebo stěru z kůže nebo sliznic, s výjimkou odběru biologického materiálu pro orientační vyšetření,
p) nástupištěm prostor určený k nástupu a výstupu osob z prostředků veřejné silniční a drážní dopravy; není-li vymezení prostoru nástupiště zřejmé, nebo není-li viditelným značením takový prostor jinak vymezen, pokládá se pro účely tohoto zákona za nástupiště veřejně přístupný prostor o šířce 5 m a délce 30 m před a 5 m za označníkem zastávky ve směru jízdy dopravního prostředku.

## Kde si kuřáci nezapálí
Zákon se vztahuje na veškeré veřejnosti volně přístupné vnitřní prostory, letiště, nástupiště, zastávky a veřejné dopravní prostředky. Platí i pro zdravotnická zařízení, školy, dětská hřiště a sportoviště. Kromě restaurací si lidé nesmí zapálit ani v kinech, divadlech nebo v prostorách zoologických zahrad.

## Pokuty
Za porušení zákazu platí pokuta až 5000 korun. Provozovatelům prostor, kterých se norma týká, hrozí až dvoumilionová pokuta a zákaz činnosti na dva roky.

## Kouření v restauračních zahrádkách
Podle ministra zdravotnictví musí být prostor označen jako prostor pro kouření. Záleží ale na tom, zdali je nebo není zahrádka pevně spojena s konstrukcí zařízení.

## Zákon upravuje také zacházení s alkoholem
Dřívější legislativa zakazovala prodávat alkohol osobám zjevně ovlivněným alkoholickým nápojem nebo jinou návykovou látkou. Nyní má prodejce povinnost takovou osobu vyzvat, aby z provozovny odešla. Za prodej alkoholu osobě do 18 let může být pokutováno až 150 tisíci korunami, mladšímu 15 let dvojnásobně. Zákon také zakazuje prodej alkoholu v automatech.

## Úbytek hostů
Majitelé restaurací a hospod mluví až o třetinové ztrátě hostů, nejvíce se však bojí zimního období, kdy nebudou chtít chodit hosté kouřit před provozovnu. Problém mají i města, které musí stále více řešit problémy s rušením nočního klidu a s odhozenými nedopalky. Města tyto problémy řeší zvýšenými počty městské policie v nočních hodinách. 

## Reakce
Někteří majitelé pohostinských podniků v rychlosti změnili svojí provozovnu na soukromý klub nebo kuřácký spolek. Tato provozovna pak funguje tak, že do klubu mohou vstoupit pouze členové a veřejnosti je nepřístupný. Podle zákonodárců by to mohlo být úmyslné obcházení zákona.